# Nekrolog 3. Quartal 1970
Nekrolog
◄◄
| ◄
| 1966
| 1967
| 1968
| 1969
| 1970 | 1971 | 1972 | 1973 | 1974 | ► | ►►
1. Quartal |
2. Quartal |
3. Quartal |
4. Quartal 1970
Weitere Ereignisse | Allgemeiner Nekrolog 1970
Die Beschreibung der verstorbenen Person sollte so kurz wie möglich gehalten sein und nur deren signifikante Tätigkeit(en) enthalten.
Neue Namen ggf. auch unter dem Geburts- und Sterbedatum, also etwa unter 1. Januar und im Geburts- und Sterbejahr (2024) eintragen (nur bei entsprechender großer Wichtigkeit). Für Beispiele siehe die schon vorhandenen Artikel.
Außerdem über die fünf zuletzt Verstorbenen, zu denen es einen ausreichend guten Artikel für eine Präsentation auf der Hauptseite gibt, nach der todesbedingten Überarbeitung der Artikel ggf. auch unter Wikipedia Diskussion:Hauptseite informieren und sie am besten auch in den anderen Wikipedia-Sprachversionen eintragen. Tipp: Regelmäßig bei news.google.de nach „ist tot“, „gestorben“ oder „verstorben“ suchen.
Wenn eine Person gestorben ist, gibt es viele Seiten zu dieser Person in der Wikipedia, die davon auch betroffen sind und entsprechend aktualisiert werden müssen. Beispiele: Namenübersichtsseite, Geburtsjahr, Geburtsort-Seiten und viele mehr.
Wie finde ich die betroffenen Seiten?
Im Suchfeld auf der linken Seite gibt man den Suchbegriff so ein: „Vorname Nachname“. Dann klickt man auf Volltext und alle Seiten mit entsprechendem Suchtext werden aufgerufen. Hier sieht man dann schnell, wo auch das Todesjahr Sinn macht oder sogar ein Teil des Artikels angepasst werden muss. Auch hilft das „Werkzeug“ auf der linken Seite sehr gut, um solche Seiten aufzufinden: „Links auf diese Seite“. Somit ist die Wikipedia wieder aktuell in allen Bereichen! Hinweis: bei Eintragung der Kategorie „Gestorben JAHR“ wird der Missbrauchsfilter 49 ausgelöst, was jedoch nicht schlimm ist. Siehe: Spezial:Missbrauchsfilter/49
Dies ist eine Liste von im dritten Quartal 1970 verstorbenen bekannten Persönlichkeiten. Die Einträge erfolgen innerhalb der einzelnen Daten alphabetisch sortiert. Tiere sind im Nekrolog für Tiere zu finden.

## Juli
| Tag      | Name                                    | Beruf, bekannt als                                                                                              | Alter | Beleg |
| -------- | --------------------------------------- | --- | ----- | ----- |
| 1. Juli  | Jean Deffaugt                           | französischer Lokalpolitiker, Widerstandskämpfer und Gerechter unter den Völkern                                | 74    |       |
| 1. Juli  | Franz Islacker                          | deutscher Fußballspieler                                                                                        | 44    |       |
| 1. Juli  | Georg Alexander Rost                    | deutscher Dermatologe und Marinearzt                                                                            | 93    |       |
| 1. Juli  | Max Schimmeck                           | deutscher Politiker (KPD), MdBB                                                                                 | 69    |       |
| 2. Juli  | Valerio Arri                            | italienischer Leichtathlet                                                                                      | 78    |       |
| 2. Juli  | Denis Dayan                             | französischer Automobilrennfahrer                                                                               | 27    |       |
| 2. Juli  | Alois De Graeve                         | belgischer Bahnradsportler                                                                                      | 74    |       |
| 2. Juli  | Hans Döring                             | deutscher Politiker (NSDAP); MdL, MdR und SS-Führer                                                             | 68    |       |
| 2. Juli  | Hirai Yasutarō                          | japanischer Ökonom und Hochschullehrer                                                                          | 73    |       |
| 2. Juli  | Adolf Koch                              | deutscher Pädagoge, Sportlehrer und Mediziner, Pionier der Nacktkultur                                          | 74    |       |
| 2. Juli  | Horst Kudritzki                         | deutscher Jazz- und Unterhaltungsmusiker, Komponist                                                             | 59    |       |
| 2. Juli  | Philipp Müller-Gebhard                  | deutscher Generalleutnant im Zweiten Weltkrieg                                                                  | 80    |       |
| 2. Juli  | William B. Murphy                       | US-amerikanischer Filmeditor                                                                                    | 62    |       |
| 2. Juli  | Fritz Neubert                           | deutscher Romanist                                                                                              | 84    |       |
| 2. Juli  | Paul Preis                              | deutscher Komponist, Kapellmeister, Dirigent und Theaterleiter                                                  | 70    |       |
| 2. Juli  | Karl Rahner                             | deutscher Kantor und Kirchenmusikdirektor                                                                       | 66    |       |
| 3. Juli  | Heinz Hentschke                         | deutscher Schauspieler, Autor, Librettist, Theaterdirektor                                                      | 75    |       |
| 3. Juli  | Michail Nikolajewitsch Sumarokow-Elston | russischer Tennisspieler                                                                                        | 76    |       |
| 3. Juli  | Erich Tschimpke                         | deutscher SS-Oberführer                                                                                         | 72    |       |
| 4. Juli  | Jack Bowers                             | englischer Fußballspieler und -trainer                                                                          | 62    |       |
| 4. Juli  | Gustav Brümmer                          | deutscher Uhrmacher und Oberstudiendirektor an der Uhrmacherschule in Hamburg                                   | 65    |       |
| 4. Juli  | Carl Ernst Hinkefuß                     | deutscher Reklamekünstler, Graphiker und Verleger                                                               | 88    |       |
| 4. Juli  | Robert Jordan                           | deutscher Lehrer, Journalist und Schriftsteller                                                                 | 84    |       |
| 4. Juli  | Richard Münnich                         | deutscher Musikwissenschaftler und Musikpädagoge                                                                | 93    |       |
| 4. Juli  | Barnett Newman                          | US-amerikanischer Maler und Bildhauer                                                                           | 65    |       |
| 4. Juli  | Walter Strzygowski                      | österreichischer Wirtschaftsgeograph                                                                            | 61    |       |
| 4. Juli  | Harold S. Vanderbilt                    | US-amerikanischer Unternehmer und Bridgespieler                                                                 | 85    |       |
| 4. Juli  | Herman Wald                             | südafrikanischer Bildhauer                                                                                      | 63    |       |
| 5. Juli  | LeRoy Apker                             | US-amerikanischer Physiker                                                                                      | 55    |       |
| 5. Juli  | André Philip                            | französischer Politiker                                                                                         | 68    |       |
| 5. Juli  | Hermann Rhomberg                        | österreichischer Unternehmer und Politiker (NSDAP)                                                              | 69    |       |
| 5. Juli  | Karl Schopp                             | deutscher Politiker                                                                                             | 67    |       |
| 6. Juli  | Fritz von Ameln                         | deutscher Politiker, MdL                                                                                        | 68    |       |
| 6. Juli  | Arthur Herbert Copeland                 | US-amerikanischer Mathematiker                                                                                  | 72    |       |
| 6. Juli  | Hans Fitting                            | deutscher Botaniker                                                                                             | 93    |       |
| 6. Juli  | Hein Heckroth                           | deutscher Maler und Bühnenbildner                                                                               | 69    |       |
| 6. Juli  | Franz Metzner                           | deutscher Politiker (NSDAP), MdR, Jurist und SS-Führer                                                          | 75    |       |
| 6. Juli  | Franz Morthorst                         | deutscher katholischer Geistlicher                                                                              | 75    |       |
| 6. Juli  | Marjorie Rambeau                        | US-amerikanische Film- und Theaterschauspielerin                                                                | 80    |       |
| 6. Juli  | Michael Sheridan                        | irischer Politiker (Fianna Fáil)                                                                                |       |       |
| 7. Juli  | Willi Born                              | deutsches Todesopfer der Berliner Mauer                                                                         | 19    |       |
| 7. Juli  | Chen Jiakang                            | chinesischer Politiker und Diplomat                                                                             | 57    |       |
| 7. Juli  | Laura Knight                            | britische Malerin                                                                                               | 92    |       |
| 7. Juli  | Allen Lane                              | britischer Verleger; Pionier des Taschenbuchs in England                                                        | 67    |       |
| 8. Juli  | Franz Xaver Maier                       | deutscher SS-Untersturmführer und Schutzhaftlagerführer                                                         | 57    |       |
| 8. Juli  | Morris Markin                           | US-amerikanischer Automobilunternehmer                                                                          | 76    |       |
| 9. Juli  | Walter Conrad                           | deutscher Politiker (FDP), MdA                                                                                  | 78    |       |
| 9. Juli  | Joseph Patrick Dougherty                | US-amerikanischer Geistlicher, Bischof von Yakima                                                               | 65    |       |
| 9. Juli  | Bishnu Charan Ghosh                     | bengalischer Bodybuilder und Hathayoger                                                                         | 67    |       |
| 9. Juli  | Harald Kaufmann                         | österreichischer Musikforscher                                                                                  | 42    |       |
| 9. Juli  | Ciriaco Ortiz                           | argentinischer Bandoneonist, Bandleader und Tangokomponist                                                      | 64    |       |
| 9. Juli  | Albert Öijermark                        | schwedischer Fußballspieler                                                                                     | 70    |       |
| 9. Juli  | Wilhelm Hugo Rupprecht                  | deutscher Maler und Radierer                                                                                    | 89    |       |
| 10. Juli | Bjarni Benediktsson                     | isländischer Politiker                                                                                          | 62    |       |
| 10. Juli | Arnold Dyck                             | ukrainisch-deutsch-kanadischer Autor, Herausgeber und Verleger                                                  | 81    |       |
| 10. Juli | Félix Gaillard                          | französischer Politiker, Mitglied der Nationalversammlung und Premierminister                                   | 50    |       |
| 10. Juli | Erwin Janchen                           | österreichischer Botaniker                                                                                      | 88    |       |
| 10. Juli | Fritz Karg                              | deutscher Germanist und Sprachwissenschaftler                                                                   | 77    |       |
| 10. Juli | Frieda Kassen                           | deutsche Politikerin, MdBB                                                                                      | 74    |       |
| 10. Juli | Kazimierz Podsadecki                    | polnischer Maler und Grafiker                                                                                   | 65    |       |
| 10. Juli | Hans Renner                             | deutscher Skispringer und Skisprung-Trainer                                                                     | 50    |       |
| 10. Juli | René Schwachhofer                       | deutscher Lyriker, Essayist, Übersetzer und Kritiker                                                            | 66    |       |
| 10. Juli | Wesselin Staikow                        | bulgarischer Grafiker                                                                                           | 63    |       |
| 10. Juli | Thomas Bahnson Stanley                  | US-amerikanischer Politiker                                                                                     | 79    |       |
| 10. Juli | Ingrid Wagner-Andersson                 | deutsche Künstlerin und Malerin sowie Zeichnerin                                                                | 64    |       |
| 11. Juli | Hans Bielenberg                         | deutscher Verwaltungsjurist und Kommunalbeamter                                                                 | 87    |       |
| 11. Juli | László Egyed                            | ungarischer Geophysiker                                                                                         | 56    |       |
| 11. Juli | Karl Herz                               | deutscher Ingenieur und Staatssekretär im Bundesministerium für Post und Telekommunikation                      | 71    |       |
| 11. Juli | Većeslav Holjevac                       | jugoslawischer Partisanenkommandant, Korpskommissar und Bürgermeister Zagrebs                                   | 52    |       |
| 11. Juli | André Lurçat                            | französischer Architekt                                                                                         | 75    |       |
| 11. Juli | Albert Maas                             | deutscher Politiker (Zentrum, CDU), MdL                                                                         | 82    |       |
| 11. Juli | Agustín Muñoz Grandes                   | spanischer General, Verteidigungsminister und stellvertretender Ministerpräsident                               | 74    |       |
| 11. Juli | Christian Paulmann                      | deutscher Politiker, MdBB                                                                                       | 73    |       |
| 12. Juli | Vincenzo Auricchio                      | italienischer Automobil- und Motorbootrennfahrer sowie Industrieller                                            | 54    |       |
| 12. Juli | Heinrich Grafenhorst                    | deutscher römisch-katholischer Priester                                                                         | 64    |       |
| 12. Juli | Otto Löscher                            | deutscher Richter am Bundesgerichtshof                                                                          | 60    |       |
| 12. Juli | Daniel Mulvihill                        | US-amerikanischer Mediziner                                                                                     | 67    |       |
| 12. Juli | Vagn Poulsen                            | dänischer Klassischer Archäologe und Museumsdirektor                                                            | 60    |       |
| 12. Juli | Julius Reimsbach                        | deutscher Orgelbauer                                                                                            | 74    |       |
| 12. Juli | Herbert Schultze                        | deutscher Rennfahrer                                                                                            | 39    |       |
| 13. Juli | Roger Edens                             | US-amerikanischer Komponist, Filmkomponist und Filmproduzent                                                    | 64    |       |
| 13. Juli | Louis Wolfe Gilbert                     | US-amerikanischer Komponist                                                                                     | 83    |       |
| 13. Juli | Leslie R. Groves                        | Lieutenant General der US Army und militärischer Leiter des Manhattan-Projekts                                  | 73    |       |
| 13. Juli | Richard Lörcher                         | deutscher Geistlicher, Posaunenwart der evangelischen Kirche, Lieddichter, Komponist und Diakon                 | 63    |       |
| 13. Juli | Klara Milch                             | österreichische Schwimmerin                                                                                     | 79    |       |
| 13. Juli | Arthur C. Miller                        | US-amerikanischer Kameramann                                                                                    | 75    |       |
| 13. Juli | Gonzalo Roig                            | kubanischer Komponist                                                                                           | 79    |       |
| 13. Juli | Arthur Lindsay Sadler                   | australischer Japanologe, Professor für Oriental Studies                                                        | 87    |       |
| 13. Juli | Laura Goodman Salverson                 | kanadische Schriftstellerin englischer Sprache                                                                  | 79    |       |
| 13. Juli | Sheng Shicai                            | chinesischer Kriegsherr                                                                                         | 73    |       |
| 13. Juli | Bruno Wersig                            | deutscher Maler und Radierer                                                                                    | 88    |       |
| 13. Juli | Cissy Willich                           | deutsche Lehrerin und Autorin in Südwestafrika und Argentinien                                                  |       |       |
| 14. Juli | Preston Foster                          | US-amerikanischer Schauspieler                                                                                  | 69    |       |
| 14. Juli | Heinrich Treplin                        | deutscher Jurist und Bibliothekar                                                                               | 86    |       |
| 14. Juli | Adolf Uzarski                           | deutscher Schriftsteller, Maler und Graphiker                                                                   | 85    |       |
| 14. Juli | Herbert Zand                            | österreichischer Erzähler, Lyriker, Essayist und Übersetzer                                                     | 46    |       |
| 15. Juli | Max Barth                               | deutscher Journalist                                                                                            | 74    |       |
| 15. Juli | Eric Berne                              | kanadisch-US-amerikanischer Psychiater, Erfinder der Transaktionsanalyse                                        | 60    |       |
| 15. Juli | Georg Haindl                            | deutscher Unternehmer                                                                                           | 55    |       |
| 15. Juli | Bernhard Harder                         | mennonitischer Unternehmer, Prediger und Schriftsteller                                                         | 91    |       |
| 15. Juli | Fritz Hess                              | Schweizer Beamter                                                                                               | 74    |       |
| 15. Juli | Herbert Huber                           | österreichischer Skirennläufer                                                                                  | 25    |       |
| 15. Juli | Robert Ittermann                        | deutscher Bildhauer, Künstler und Zeichner                                                                      | 84    |       |
| 15. Juli | Frits Lugt                              | niederländischer Kunsthistoriker und Kunstsammler                                                               | 86    |       |
| 15. Juli | George Mills                            | englischer Fußballspieler                                                                                       | 61    |       |
| 15. Juli | Hermann Proebst                         | deutscher Journalist                                                                                            | 66    |       |
| 15. Juli | Lotte Werkmeister                       | deutsche Chansonnière, Kabarettistin und Filmschauspielerin                                                     | 84    |       |
| 16. Juli | Eduard Brenner                          | deutscher Anglist und Hochschullehrer                                                                           | 81    |       |
| 16. Juli | Hector Gratton                          | kanadischer Komponist, Arrangeur, Dirigent und Musikpädagoge                                                    | 69    |       |
| 16. Juli | Frank Nelson                            | US-amerikanischer Stabhochspringer                                                                              | 83    |       |
| 16. Juli | Chaim-Mosche Schapira                   | israelischer Politiker, Minister und Knesset-Abgeordneter                                                       | 68    |       |
| 16. Juli | Walter Seelbach                         | deutscher Politiker, MdL                                                                                        | 70    |       |
| 17. Juli | Alphonse Attardi                        | US-amerikanischer Mobster und Pentito                                                                           | 78    |       |
| 17. Juli | Juan Botella                            | mexikanischer Wasserspringer                                                                                    | 29    |       |
| 17. Juli | Louis Cahnbley                          | deutscher Politiker und Verleger                                                                                | 77    |       |
| 17. Juli | Juano Hernández                         | puerto-ricanischer Schauspieler                                                                                 | 73    |       |
| 17. Juli | Hans Keller                             | deutscher Völkerrechtler                                                                                        | 62    |       |
| 18. Juli | Jelena Sergejewna Bulgakowa             | russische Schauspielerin                                                                                        | 76    |       |
| 18. Juli | Harry Kahn                              | deutscher Journalist, Schriftsteller, Drehbuchautor und Übersetzer                                              | 86    |       |
| 18. Juli | Hosea Kutako                            | Häuptling der in Namibia lebenden Herero                                                                        |       |       |
| 19. Juli | Marian Chace                            | US-amerikanische Tanztherapeutin                                                                                | 73    |       |
| 19. Juli | Egon Eiermann                           | deutscher Architekt, Möbeldesigner und Hochschullehrer                                                          | 65    |       |
| 19. Juli | Else Kienle                             | deutsche Ärztin und Schriftstellerin                                                                            | 70    |       |
| 19. Juli | Arthur Kohlenberg                       | US-amerikanischer Physiker und Informationstheoretiker                                                          | 46    |       |
| 19. Juli | Henri Lauvaux                           | französischer Langstreckenläufer                                                                                | 69    |       |
| 19. Juli | Bedřich Nikodém                         | tschechischer Komponist, Texter, Musiker und Tischtennisspieler                                                 | 60    |       |
| 19. Juli | Panagiotis Pipinelis                    | griechischer Politiker und Ministerpräsident                                                                    | 71    |       |
| 19. Juli | Richard Reckewerth                      | deutscher Politiker (NSDAP), MdR                                                                                | 72    |       |
| 19. Juli | Hellmut Stauch                          | deutsch-südafrikanischer Architekt und Segler                                                                   | 59    |       |
| 19. Juli | Heinrich Teitge                         | deutscher Mediziner, SS-Arzt und Hochschullehrer                                                                | 70    |       |
| 19. Juli | Valerian Tornius                        | deutscher Literaturwissenschaftler, Schriftsteller und Übersetzer                                               | 87    |       |
| 20. Juli | Ursula Herion                           | deutsche Schauspielerin                                                                                         | 32    |       |
| 20. Juli | Mehr Chand Khanna                       | indischer Politiker                                                                                             | 73    |       |
| 20. Juli | Ernst Krebs                             | deutscher Kanute                                                                                                | 63    |       |
| 20. Juli | Iain Macleod                            | britischer Politiker, Mitglied des House of Commons und Zeitungsverleger                                        | 56    |       |
| 20. Juli | Horst Muys                              | deutscher Schlagersänger und Kölner Karnevalist                                                                 | 45    |       |
| 20. Juli | Wolfgang Paeckelmann                    | deutscher Physiker und Oberstudiendirektor sowie Mitgründer und zeitweise Leiter der Studienstiftung des deu... | 88    |       |
| 20. Juli | Valdemar Wickholm                       | finnischer Zehnkämpfer und Hürdenläufer                                                                         | 79    |       |
| 20. Juli | John William Theodore Youngs            | US-amerikanischer Mathematiker                                                                                  | 59    |       |
| 21. Juli | Georges Faudet                          | französischer Radrennfahrer                                                                                     | 68    |       |
| 21. Juli | Michail Michailowitsch Gerassimow       | sowjetischer Archäologe, Anthropologe und Bildhauer                                                             | 62    |       |
| 21. Juli | Germán Reyes                            | chilenischer Fußballspieler                                                                                     | 67    |       |
| 21. Juli | Ilse Stanley                            | deutsche Schauspielerin                                                                                         | 64    |       |
| 21. Juli | Galina Nikolajewna Tjurina              | russische Mathematikerin                                                                                        | 32    |       |
| 21. Juli | Theodor Trauernicht                     | deutscher Politiker (SRP)                                                                                       | 74    |       |
| 21. Juli | August Wanner                           | Schweizer Maler und Bildhauer                                                                                   | 84    |       |
| 21. Juli | Thomas Wechs                            | deutscher Architekt                                                                                             | 77    |       |
| 22. Juli | Harry Brooks                            | US-amerikanischer Pianist, Komponist und Songwriter                                                             | 74    |       |
| 22. Juli | Louis Caryl Graton                      | US-amerikanischer Lagerstätten-Geologe und Mineraloge                                                           | 90    |       |
| 22. Juli | George Henry Johnston                   | australischer Journalist, Kriegsberichterstatter und Romanautor                                                 | 58    |       |
| 22. Juli | Otto Konrad                             | deutscher Maler, Grafiker und Oberstudienrat                                                                    | 45    |       |
| 22. Juli | Fritz Kortner                           | österreichischer Schauspieler, Film- und Theaterregisseur                                                       | 78    |       |
| 22. Juli | Josef Zähringer                         | deutscher Physiker                                                                                              | 41    |       |
| 22. Juli | Frieda Zeller-Plinzner                  | deutsche Schriftstellerin und evangelische Zigeunermissionarin in Berlin, Frankfurt am Main und Hamburg         | 81    |       |
| 23. Juli | Amadeo Bordiga                          | Gründer der Kommunistischen Partei Italiens                                                                     | 81    |       |
| 23. Juli | Arnold Bormann                          | deutscher Librettist und Textdichter                                                                            | 75    |       |
| 23. Juli | Arnold Kappler                          | Schweizer Gewerkschafter und Politiker (KVP)                                                                    | 80    |       |
| 23. Juli | Roy Newman                              | US-amerikanischer Automobilrennfahrer                                                                           | 48    |       |
| 23. Juli | Katharina Petersen                      | deutsche Pädagogin                                                                                              | 80    |       |
| 23. Juli | Leith Stevens                           | US-amerikanischer Dirigent, Liedtexter und Komponist von Filmmusik                                              | 60    |       |
| 23. Juli | Käte Stresemann                         | deutsche Ehefrau Gustav Stresemanns                                                                             | 87    |       |
| 24. Juli | Joseph Elsner junior                    | deutscher Architekt, Kirchenausstatter und Dekorationsmaler                                                     | 91    |       |
| 24. Juli | Gerhard Graubner                        | deutscher Architekt                                                                                             | 71    |       |
| 24. Juli | John Mavrogordato                       | britisch-griechischer Byzantinist und Neogräzist                                                                | 88    |       |
| 24. Juli | John Joe Rice                           | irischer Politiker                                                                                              | 77    |       |
| 24. Juli | Beatrice Roberts                        | US-amerikanische Schauspielerin                                                                                 | 65    |       |
| 24. Juli | Werner Schramm                          | deutscher Maler und Bühnenbildner                                                                               | 71    |       |
| 25. Juli | Johann Andres                           | österreichischer Fußballspieler                                                                                 | 83    |       |
| 25. Juli | Ferdinand Himpele                       | deutscher Journalist                                                                                            | 57    |       |
| 25. Juli | Hugo Kalweit                            | deutscher Richter, Landgerichtspräsident, Vorsitzender des NS-Sondergerichts Braunschweig                       | 88    |       |
| 25. Juli | Heinrich Kohlhaussen                    | deutscher Kunsthistoriker                                                                                       | 76    |       |
| 25. Juli | Carl Norberg                            | schwedischer Turner                                                                                             | 81    |       |
| 25. Juli | Willy Oelsen                            | deutscher Metallkundler und Metallurge                                                                          | 64    |       |
| 25. Juli | Teodors Spāde                           | lettischer Marineoffizier                                                                                       | 79    |       |
| 26. Juli | Claud Allister                          | britischer Schauspieler                                                                                         | 81    |       |
| 26. Juli | Lothar von Bischoffshausen              | deutscher Offizier, zuletzt Oberst und Regimentskommandeur im Zweiten Weltkrieg                                 | 73    |       |
| 26. Juli | Jacques Chabrat                         | französischer Politiker, Mitglied der Nationalversammlung und Unternehmer                                       | 60    |       |
| 26. Juli | Paul Fliedner                           | deutscher Politiker (SPD, USPD, KPD)                                                                            | 80    |       |
| 26. Juli | Helfried Pfeifer                        | österreichischer Hochschullehrer und Politiker (VdU, FPÖ), Abgeordneter zum Nationalrat                         | 73    |       |
| 26. Juli | Wilhelm Schepmann                       | deutscher Politiker (NSDAP), MdR, MdL, Stabschef der SA                                                         | 76    |       |
| 26. Juli | Johann Sofer                            | österreichischer Romanischer Philologe                                                                          | 68    |       |
| 26. Juli | Robert Taschereau                       | kanadischer Richter und Politiker, Vorsitzender des Obersten Gerichtshofes                                      | 73    |       |
| 26. Juli | Zeki Velidi Togan                       | Historiker, Turkologe, Anführer der baschkirischen Revolutions- und Befreiungsbewegung                          | 79    |       |
| 27. Juli | Paul-François-Maurice Armengaud         | französischer General                                                                                           | 90    |       |
| 27. Juli | Pattom A. Thanu Pillai                  | indischer Politiker, Chief Minister und Gouverneur                                                              | 90    |       |
| 27. Juli | Friðjón Stefánsson                      | isländischer Schriftsteller                                                                                     | 58    |       |
| 27. Juli | Albert de Jong                          | niederländischer Redakteur und Anarchist                                                                        | 79    |       |
| 27. Juli | Michael J. Kirwan                       | US-amerikanischer Politiker (Demokratische Partei)                                                              | 83    |       |
| 27. Juli | John C. Kunkel                          | US-amerikanischer Politiker                                                                                     | 72    |       |
| 27. Juli | António de Oliveira Salazar             | Präsident und Ministerpräsident von Portugal                                                                    | 81    |       |
| 27. Juli | Alois Schmaus                           | deutscher Slawist und Balkanologe                                                                               | 68    |       |
| 28. Juli | Paul Girardet                           | deutscher Verleger und Generalkonsul                                                                            | 91    |       |
| 28. Juli | Charlie Hannaford                       | englischer Fußballspieler                                                                                       | 74    |       |
| 28. Juli | Julius Kober                            | deutscher Heimatforscher, Schriftsteller                                                                        | 75    |       |
| 28. Juli | Adalbert Lutter                         | deutscher Pianist, Dirigent und Orchesterleister                                                                | 73    |       |
| 28. Juli | Costin Nenitzescu                       | rumänischer Chemiker (Organische Chemie)                                                                        | 68    |       |
| 28. Juli | Siegmund Scheupl                        | deutscher Widerstandskämpfer und Kommunalpolitiker                                                              | 77    |       |
| 28. Juli | Wilhelm Wartmann                        | Schweizer Kunsthistoriker und Museumsdirektor                                                                   | 88    |       |
| 29. Juli | Johannes Sigfred Andersen               | norwegischer Verbrecher und Widerstandskämpfer                                                                  | 72    |       |
| 29. Juli | John Barbirolli                         | britischer Dirigent und Cellist                                                                                 | 70    |       |
| 29. Juli | Franz Ludwig Neher                      | deutscher Schriftsteller                                                                                        | 73    |       |
| 29. Juli | Ionel Perlea                            | rumänischer Dirigent und Komponist                                                                              | 69    |       |
| 29. Juli | Nikolaus Petrilowitsch                  | deutscher Psychiater                                                                                            | 45    |       |
| 29. Juli | August Prüßner                          | deutscher Politiker (NSDAP), MdL                                                                                | 74    |       |
| 29. Juli | Heinz Sauerbaum                         | deutscher Opernsänger (Tenor) und Kammersänger                                                                  | 56    |       |
| 29. Juli | Alice Solscher                          | deutsche Opernsängerin (dramatischer Sopran), Dozentin für Sprecherziehung in Wien                              | 79    |       |
| 29. Juli | Luvsandorjiyn Toiv                      | mongolischer Politiker                                                                                          |       |       |
| 30. Juli | Anton Blaschka                          | deutscher Mittellateinischer Philologe und Archivar                                                             | 77    |       |
| 30. Juli | Erna Engel-Baiersdorf                   | österreichisch-kanadische Bildhauerin                                                                           | 80    |       |
| 30. Juli | Dan A. Kimball                          | US-amerikanischer Politiker                                                                                     | 74    |       |
| 30. Juli | Maud Lewis                              | kanadische Volkskünstlerin                                                                                      | 67    |       |
| 30. Juli | Friedrich Lorenz Schmidt                | deutscher Heimatschriftsteller                                                                                  | 84    |       |
| 30. Juli | George Szell                            | austroamerikanischer Dirigent                                                                                   | 73    |       |
| 31. Juli | Jimmy Conzelman                         | US-amerikanischer American-Football-Spieler und -Trainer                                                        | 72    |       |
| 31. Juli | Hans Emons                              | deutscher Schauspieler                                                                                          | 63    |       |
| 31. Juli | Willi Gericke                           | deutscher Maler und Grafiker                                                                                    | 75    |       |
| 31. Juli | Ermin Hohlwegler                        | deutscher Gewerkschafter und Politiker, MdL                                                                     | 69    |       |
| 31. Juli | Nicolas Minorsky                        | Regelungstechniker                                                                                              | 84    |       |
| 31. Juli | André Mourlon                           | französischer Sprinter                                                                                          | 66    |       |
| 31. Juli | Sebastián Romero Radigales              | spanischer Diplomat                                                                                             | 86    |       |
| Juli     | Annemarie Horschitz-Horst               | deutsche Übersetzerin                                                                                           | 70    |       |
| Juli     | Charles Vanoni                          | US-amerikanischer Radrennfahrer                                                                                 | 93    |       |
| Juli     | Willy Winkelmann                        | deutscher Politiker                                                                                             | 80    |       |

## August
| Tag        | Name                                  | Beruf, bekannt als                                                                                         | Alter  | Beleg |
| ---------- | ------------------------------------- | --- | ------ | ----- |
| 1. August  | Frances Farmer                        | US-amerikanische Schauspielerin                                                                            | 56     |       |
| 1. August  | Otto Meffert                          | deutscher Architekt, Stadtplaner und Stadtbaurat                                                           | 90     |       |
| 1. August  | Giuseppe Pizzardo                     | italienischer Geistlicher, Kardinal der römisch-katholischen Kirche                                        | 93     |       |
| 1. August  | Otto Warburg                          | deutscher Biochemiker, Arzt und Physiologe                                                                 | 86     |       |
| 1. August  | Max Wassmer                           | Schweizer Unternehmer und Kunstmäzen                                                                       | 82     |       |
| 1. August  | Oswald Weyrich                        | saarländischer bzw. deutscher Politiker (KPD, KP, DKP), MdL Saarland                                       | 60     |       |
| 2. August  | Friedhelm Ehrlich                     | deutsches Todesopfer an der Berliner Mauer                                                                 | 20     |       |
| 2. August  | Gustav Gurschner                      | österreichischer Bildhauer                                                                                 | 96     |       |
| 2. August  | Derkje Hazewinkel-Suringa             | niederländische Juristin und Professorin für Strafrecht und Strafprozessrecht                              | 81     |       |
| 2. August  | Anatoli Leontjewitsch Tscherepowitsch | sowjetischer Radsportler                                                                                   | 34     |       |
| 3. August  | Heinz London                          | deutsch-britischer Physiker                                                                                | 62     |       |
| 4. August  | Edmond Audemars                       | Schweizer Radrennfahrer                                                                                    | 87     |       |
| 4. August  | Scoops Carry                          | US-amerikanischer Jazz-Altsaxophonist und Klarinettist                                                     | 55     |       |
| 4. August  | Günther Hertwig                       | deutscher Anatom und Arzt                                                                                  | 82     |       |
| 04. August | John Huettner                         | US-amerikanischer Segler                                                                                   | 63     |       |
| 4. August  | Elisabeth Kloß                        | deutsche Archivarin und Historikerin                                                                       | 72     |       |
| 4. August  | Henry Hubert Turner                   | US-amerikanischer Endokrinologe                                                                            | 77     |       |
| 5. August  | Tom Hanson                            | US-amerikanischer Footballspieler                                                                          | 62     |       |
| 5. August  | Otto Hardwick                         | US-amerikanischer Jazzsaxophonist                                                                          | 66     |       |
| 5. August  | Josef Laurenz Kunz                    | austroamerikanischer Rechtswissenschaftler                                                                 | 80     |       |
| 5. August  | Magdalene Pauli                       | deutsche Schriftstellerin                                                                                  | 94     |       |
| 5. August  | Ernst Vogel                           | deutscher Maler                                                                                            | 75     |       |
| 5. August  | Rudolf Vogel                          | deutscher Materialforscher und Metallograph                                                                | 88     |       |
| 5. August  | Otto Winkelmüller                     | deutscher Architekt, Baubeamter und Heraldiker                                                             | 75     |       |
| 6. August  | Albert Aereboe                        | deutscher Maler der Moderne                                                                                | 81     |       |
| 6. August  | Arthur Freymond                       | Schweizer Politiker (FDP)                                                                                  | 91     |       |
| 6. August  | Albin Kitzinger                       | deutscher Fußballspieler                                                                                   | 58     |       |
| 6. August  | Teren Massenko                        | ukrainisch-sowjetischer Journalist, Dichter und Übersetzer                                                 | 66     |       |
| 6. August  | Richard Peirse                        | britischer Luftwaffenoffizier                                                                              | 77     |       |
| 6. August  | Jan Popken                            | niederländischer Mathematiker                                                                              | 64     |       |
| 7. August  | Ingolf Dahl                           | US-amerikanischer Komponist und Dirigent                                                                   | 58     |       |
| 7. August  | Fritz Diekmann                        | deutscher Vermessungsrat und Oberregierungsrat                                                             | 73     |       |
| 7. August  | Giorgi Kwinitadse                     | georgischer Offizier und Politiker                                                                         | 95     |       |
| 7. August  | Käthe Mitzlaff-Pahlke                 | deutsche Malerin                                                                                           | 63     |       |
| 7. August  | Franziskus von Streng                 | Schweizer römisch-katholischer Geistlicher, Bischof von Basel                                              | 86     |       |
| 7. August  | Gerald Thiem                          | deutsches Todesopfer der Berliner Mauer                                                                    | 41     |       |
| 7. August  | George Watkins                        | US-amerikanischer Politiker                                                                                | 68     |       |
| 8. August  | Ernst Behrens                         | niederdeutscher Schriftsteller                                                                             | 91     |       |
| 8. August  | Gerhard Mähner                        | deutscher nationalsozialistischer Studentenschaftsfunktionär                                               | 60     |       |
| 9. August  | Adolf Betz                            | deutscher Politiker (KPD), MdL                                                                             | 73     |       |
| 9. August  | Edward Guggenheim                     | englischer Physikochemiker                                                                                 | 68     |       |
| 9. August  | Hinrich Holsten                       | deutscher Politiker, MdL                                                                                   | 68     |       |
| 9. August  | Richard Koch                          | deutscher Autor                                                                                            | 75     |       |
| 9. August  | Jakob Krischan                        | österreichischer Politiker, Landtagsabgeordneter                                                           | 76     |       |
| 9. August  | Alexander Luther                      | finnischer Zoologe und Entwicklungsbiologe an der Universität Helsinki                                     | 93     |       |
| 9. August  | Alois Siegel                          | deutscher römisch-katholischer Geistlicher                                                                 | 66     |       |
| 10. August | Mikhayl Assaf                         | syrischer Geistlicher, Erzbischof von Petra und Philadelphia                                               | 82     |       |
| 10. August | Nikolai Robertowitsch Erdman          | sowjetischer Dramatiker und Textautor                                                                      | 69     |       |
| 10. August | Zaccaria Giacometti                   | Schweizer Rechtswissenschaftler                                                                            | 76     |       |
| 10. August | Alexander Gode                        | deutschamerikanischer Begründer der Plansprache Interlingua                                                | 63     |       |
| 10. August | Iwan Fjodorowitsch Golubew-Monatkin   | sowjetischer Konteradmiral                                                                                 | 73     |       |
| 10. August | Hayward Keniston                      | US-amerikanischer Romanist und Hispanist                                                                   | 87     |       |
| 10. August | Leo K. Kuter                          | US-amerikanischer Filmarchitekt                                                                            | 73     |       |
| 10. August | Joe Lapchick                          | US-amerikanischer Basketballspieler und -trainer                                                           | 70     |       |
| 10. August | Daniel A. Mitrione                    | italienisch-US-amerikanischer Polizeibeamter                                                               | 50     |       |
| 10. August | Martin Pohle                          | deutscher Maler und Grafiker                                                                               | 71     |       |
| 10. August | John C. Raven                         | britischer Psychologe                                                                                      | 68     |       |
| 10. August | Karl Storz                            | deutscher Verwaltungsjurist und Landrat                                                                    | 72     |       |
| 10. August | Richard Wasicky                       | österreichischer Pharmazeut und Begründer der Wiener Schule der modernen Pharmakognosie                    | 86     |       |
| 10. August | Bernd Alois Zimmermann                | deutscher Komponist                                                                                        | 52     |       |
| 11. August | Georg Appell                          | deutscher Politiker (DDP, SPD, SED), MdV und Rechtsanwalt                                                  | 68     |       |
| 11. August | Teymur Bachtiar                       | iranischer Politiker, Geheimdienstminister des Iran                                                        |        |       |
| 11. August | Donald McCorkindale                   | südafrikanischer Boxer                                                                                     | 65     |       |
| 11. August | Otto Peltzer                          | deutscher Leichtathlet, Journalist, Lehrer und Trainer                                                     | 70     |       |
| 11. August | Franz Alfred Schilder                 | deutscher Zoologe                                                                                          | 74     |       |
| 12. August | Joseph Blowick                        | irischer Abgeordneter und Minister                                                                         | 67     |       |
| 12. August | Václav Dašek                          | tschechischer Bauingenieur und Ingenieurwissenschaftler                                                    | 83     |       |
| 12. August | Glenn Hartranft                       | US-amerikanischer Kugelstoßer und Diskuswerfer                                                             | 68     |       |
| 12. August | Emil Kirschbaum                       | deutscher Verfahrenstechniker                                                                              | 70     |       |
| 12. August | Lu Märten                             | deutsche Publizistin, Schriftstellerin, Kunstkritikerin, sozialistische Theoretikerin und Frauenrechtlerin | 90     |       |
| 12. August | Arne Nyberg                           | schwedischer Fußballspieler                                                                                | 57     |       |
| 12. August | Luigi Picchi                          | italienischer Organist, Komponist und Musikpädagoge                                                        | 70     |       |
| 12. August | Hilde Roth                            | deutsche Schriftstellerin                                                                                  | 54     |       |
| 12. August | Kurt-Heinz Stolze                     | deutscher Komponist, Pianist, Cembalist und Dirigent                                                       | 44     |       |
| 12. August | Josef Trinkl                          | österreichischer Politiker, Landtagsabgeordneter im Burgenland                                             | 75     |       |
| 13. August | Elmer Adler                           | US-amerikanischer Offizier der US Army und United States Army Air Forces                                   | 78     |       |
| 13. August | Norman Bottomley                      | britischer Luftwaffenoffizier                                                                              | 78     |       |
| 13. August | Hans Kohler                           | deutscher Politiker, MdL                                                                                   | 74     |       |
| 13. August | Karl Rupprecht                        | deutscher Klassischer Philologe und Gymnasiallehrer                                                        | 80     |       |
| 14. August | Ellsworth B. Buck                     | US-amerikanischer Politiker                                                                                | 78     |       |
| 14. August | Otto Coors                            | deutscher Fußballspieler                                                                                   | 54     |       |
| 14. August | Steve Darrell                         | US-amerikanischer Schauspieler                                                                             | 65     |       |
| 14. August | Wolfgang Krause                       | deutscher Sprachwissenschaftler                                                                            | 74     |       |
| 14. August | August Lindemann                      | deutscher Chirurg                                                                                          | 89     |       |
| 14. August | Josef Loth                            | Landtagsabgeordneter Volksstaat Hessen                                                                     | 74     |       |
| 14. August | Wano Iljitsch Muradeli                | georgisch-sowjetischer Komponist                                                                           | 62     |       |
| 14. August | Friederike Nadig                      | deutsche Politikerin, MdL, MdB                                                                             | 72     |       |
| 15. August | Karl Andersen                         | norwegischer Cellist, Komponist und Musikpädagoge                                                          | 67     |       |
| 15. August | Heinrich Graf Luckner                 | deutscher Maler und Graphiker                                                                              | 79     |       |
| 15. August | Gustav Möller                         | schwedischer Politiker                                                                                     | 86     |       |
| 15. August | Georg Nordblad                        | finnischer Sportschütze                                                                                    | 75     |       |
| 15. August | Eugen Probst                          | Schweizer Architekt und Burgenforscher                                                                     | 96     |       |
| 15. August | Carl Schaefer                         | deutscher Arzt, Unternehmer und Politiker (FDP/DVP), MdL                                                   | 82     |       |
| 15. August | Justus Schmidt                        | österreichischer Kunsthistoriker und Kunstsammler                                                          | 67     |       |
| 15. August | Georg Wiesemüller                     | deutscher Politiker                                                                                        | 62     |       |
| 16. August | Alexander Willem Byvanck              | niederländischer Klassischer und Provinzialrömischer Archäologe                                            | 86     |       |
| 16. August | Paweł Jasienica                       | polnischer Schriftsteller                                                                                  |        |       |
| 16. August | Charles Juchault des Jamonières       | französischer Sportschütze                                                                                 | 68     |       |
| 16. August | Kurt Krieger                          | österreichischer Baseballspieler                                                                           | 43     |       |
| 17. August | Stanislaus Pacher                     | österreichischer Politiker, Landtagsabgeordneter, Bürgermeister der Stadt Salzburg                         | 77     |       |
| 17. August | Hans-Martin Trepp                     | Schweizer Eishockeyspieler                                                                                 | 47     |       |
| 18. August | Ernst Lemmer                          | deutscher Politiker (DDP, DStP, CDU), MdR, MdA                                                             | 72     |       |
| 18. August | Soledad Miranda                       | spanische Schauspielerin                                                                                   | 27     |       |
| 18. August | Juan Navarro Ramírez                  | mexikanischer Geistlicher, Bischof von Ciudad Altamirano                                                   | 58     |       |
| 18. August | Ernst Ruckensteiner                   | österreichischer Röntgenologe                                                                              | 71     |       |
| 18. August | Heinrich Strobel                      | deutscher Musikkritiker und -redakteur                                                                     | 72     |       |
| 19. August | Erich Genzmer                         | deutscher Historiker                                                                                       | 77     |       |
| 19. August | Edgar W. Hiestand                     | US-amerikanischer Politiker                                                                                | 81     |       |
| 19. August | Curt Mast                             | deutscher Unternehmer                                                                                      | 73     |       |
| 19. August | Werner Max Moser                      | Schweizer Architekt                                                                                        | 74     |       |
| 20. August | Friedrich Behn                        | deutscher Prähistoriker                                                                                    | 87     |       |
| 20. August | Mickey Daniels                        | US-amerikanischer Schauspieler                                                                             | 55     |       |
| 20. August | Marion Greenwood                      | US-amerikanische Malerin                                                                                   | 61     |       |
| 20. August | Hermann Klee                          | deutscher Komponist, Dirigent und Hochschulprofessor                                                       | 86     |       |
| 21. August | Olga Amberger                         | Schweizer Schriftstellerin und Malerin                                                                     | 88     |       |
| 21. August | Charlotte Eisler                      | österreichische Sängerin und Gesangslehrerin                                                               | 76     |       |
| 21. August | Henri Pahud                           | Schweizer Unternehmer und Politiker (FDP)                                                                  | 84     |       |
| 21. August | Ulrich Rüdiger                        | deutscher Klassischer Archäologe                                                                           | 35     |       |
| 21. August | Bruno Seidel                          | deutscher Politikwissenschaftler                                                                           | 61     |       |
| 21. August | Timothy Mather Spelman                | US-amerikanischer Komponist                                                                                | 79     |       |
| 21. August | Rudolf Spreng                         | deutscher politischer Beamter                                                                              | 64     |       |
| 22. August | Richard Donovan                       | US-amerikanischer Komponist, Organist, Dirigent und Musikpädagoge                                          | 78     |       |
| 22. August | Anthony Young                         | US-amerikanischer Radrennfahrer                                                                            | 70     |       |
| 22. August | Hermann Knaus                         | österreichischer Chirurg und Gynäkologe                                                                    | 77     |       |
| 22. August | Adolf Julius Merkl                    | österreichischer Staats- und Verwaltungsrechtler                                                           | 80     |       |
| 22. August | Gertrud Müller                        | deutsche Politikerin (Sozialdemokratische Partei der Freien Stadt Danzig)                                  | 77     |       |
| 22. August | Wladimir Jakowlewitsch Propp          | russischer Folklorist                                                                                      | 75     |       |
| 22. August | Robert Sauer                          | deutscher Mathematiker                                                                                     | 71     |       |
| 22. August | Wilhelm Steinhaus                     | deutscher Experte für Physikalische Metallkunde                                                            | 86     |       |
| 22. August | Charles Edward Swanson                | US-amerikanischer Politiker                                                                                | 91     |       |
| 22. August | Primo Villa Michel                    | mexikanischer Diplomat                                                                                     | 76     |       |
| 22. August | Christopher Vose                      | britischer Leichtathlet                                                                                    | 83     |       |
| 22. August | August Wetter                         | deutscher Politiker (NSDAP), MdR, MdL                                                                      | 79     |       |
| 22. August | Anthony Young                         | US-amerikanischer Radrennfahrer                                                                            | 70     |       |
| 23. August | Daniel Butler                         | US-amerikanischer Radrennfahrer                                                                            | 26     |       |
| 23. August | Pierre Dangeard                       | französischer Botaniker                                                                                    | 75     |       |
| 23. August | Hedwig Holtz-Sommer                   | deutsche Malerin                                                                                           | 69     |       |
| 23. August | Hermann Rombach                       | deutscher Schriftsteller, Maler und Zeichner                                                               | 80     |       |
| 23. August | James Seccombe                        | US-amerikanischer Politiker                                                                                | 77     |       |
| 24. August | Wilhelm Krüger                        | deutscher Politiker, MdBB                                                                                  | 73     |       |
| 24. August | Gustav Lampmann                       | deutscher Architekt, preußischer Baubeamter und Architekturschriftsteller                                  | 85     |       |
| 24. August | Charlotte Pfeffer                     | deutsche Rhythmikerin                                                                                      | 88     |       |
| 24. August | Rudolf Sirge                          | estnischer Schriftsteller                                                                                  | 65     |       |
| 24. August | Isa Strasser                          | österreichische Kindergärtnerin, Journalistin, Schriftstellerin, Krankenschwester                          | 79     |       |
| 25. August | Max Abegglen                          | Schweizer Fußballspieler                                                                                   | 68     |       |
| 25. August | Karl Casper                           | deutscher Generalleutnant im Zweiten Weltkrieg                                                             | 77     |       |
| 25. August | Naitō Tachū                           | japanischer Architekt, Ingenieur und Hochschullehrer                                                       | 84     |       |
| 25. August | Gustav Weidanz                        | deutscher Bildhauer, Medailleur und Hochschullehrer                                                        | 80     |       |
| 26. August | Paul Gehring                          | deutscher Bibliothekar und Wirtschaftshistoriker                                                           | 80     |       |
| 26. August | Adhemar Pimenta                       | brasilianischer Fußballtrainer                                                                             | 74     |       |
| 26. August | Peter Plein                           | deutscher Richter, erster Vorsitzende des Bundes der Kriegsblinden Deutschlands                            | 74     |       |
| 27. August | Walter Andre                          | österreichisch-deutscher Bildhauer                                                                         | 67     |       |
| 27. August | Annemarie Balden-Wolff                | deutsche Kunsthandwerkerin, Malerin und Graphikerin                                                        | 59     |       |
| 27. August | Jan Bartuška                          | tschechischer Jurist und kommunistischer Funktionär und Politiker                                          | 62     |       |
| 27. August | Ștefan Ciubotărașu                    | rumänischer Schauspieler                                                                                   | 60     |       |
| 27. August | Will Kleber                           | deutscher Mineraloge, Kristallograph und Petrologe                                                         | 63     |       |
| 27. August | Ernst Klotz                           | deutscher Literat                                                                                          | 76     |       |
| 27. August | Wilhelm Ploog                         | deutscher Gewerkschafter                                                                                   | 97     |       |
| 27. August | Henrikas Radauskas                    | litauischer Dichter und Schriftsteller                                                                     |        |       |
| 27. August | Max Seefelder                         | deutscher Filmarchitekt                                                                                    | 73     |       |
| 27. August | Walter Stahlecker                     | deutscher Jurist und Ministerialbeamter                                                                    | 81     |       |
| 28. August | Karl Theodor Hoeniger                 | Autor und Kulturhistoriker (Südtirol)                                                                      | 88     |       |
| 28. August | Ernst Jahns                           | deutscher Parteifunktionär (NSDAP)                                                                         | 64     |       |
| 28. August | Heinz Klemm                           | deutscher Schriftsteller                                                                                   | 55     |       |
| 28. August | Helmut Peine                          | deutscher Schauspieler                                                                                     | 68     |       |
| 28. August | Théo Sarapo                           | französischer Chansonsänger und Schauspieler                                                               | 34     |       |
| 28. August | Alfred Schröer                        | deutscher Politiker (KPD, SPD), MdR                                                                        | 74     |       |
| 28. August | Heinrich Schwartze                    | deutscher evangelisch-lutherischer Geistlicher und Politiker (SPD, SED)                                    | 66     |       |
| 29. August | Mary Clare                            | britische Schauspielerin in Theater, Film und Fernsehen                                                    | 76     |       |
| 29. August | Franz Wilhelm Jerusalem               | deutscher Rechtswissenschaftler und Soziologe                                                              | 87     |       |
| 29. August | Hans Klein                            | deutscher General der Volkspolizei                                                                         | 66     |       |
| 29. August | Johannes Kühne                        | deutscher Ingenieur und Politiker, MdBB                                                                    | 81     |       |
| 29. August | Josef Kurtz                           | deutscher Landwirt und Politiker (CVP, CDU), MdL, MdB, MdEP                                                | 67     |       |
| 29. August | Frederic Mellinger                    | deutschamerikanischer Theaterregisseur                                                                     | 79     |       |
| 29. August | Jakob Rongen                          | deutscher Politiker (Zentrum), MdR                                                                         | 83     |       |
| 29. August | Ruben Salazar                         | US-amerikanischer Journalist mexikanischer Herkunft                                                        | ca. 42 |       |
| 29. August | Yamanouchi Sugao                      | japanischer Archäologe                                                                                     | 68     |       |
| 29. August | Peter Szaif                           | deutscher Bildhauer                                                                                        | 47     |       |
| 30. August | Bruno Franceschini                    | österreich-ungarischer Fähnrich                                                                            | 76     |       |
| 30. August | Friedrich Frisius                     | deutscher Marineoffizier, zuletzt Vizeadmiral im Zweiten Weltkrieg                                         | 75     |       |
| 30. August | Alexis Le Strat                       | französischer Politiker (SFIO), Mitglied der Nationalversammlung                                           | 72     |       |
| 30. August | Del Moore                             | US-amerikanischer Schauspieler und Komiker                                                                 | 54     |       |
| 30. August | Abraham Zapruder                      | US-amerikanischer Textilhersteller, Hobbyfilmer und Zeitzeuge                                              | 65     |       |
| 30. August | Ernst Zinner                          | deutscher Astronom und Astronomiehistoriker                                                                | 84     |       |
| 31. August | Margrit Braegger                      | Schweizer Illustratorin, Sängerin, Komponistin und Autorin                                                 | 63     |       |
| 31. August | Bert Brennecke                        | deutscher Schriftsteller                                                                                   | 71     |       |
| 31. August | Booker Ervin                          | US-amerikanischer Jazz-Saxophonist                                                                         | 39     |       |
| 31. August | Ernst Geuder                          | deutscher Rennfahrer, Sportjournalist und Mitbegründer des ADAC                                            | 85     |       |
| 31. August | Richard Scherhag                      | deutscher Meteorologe                                                                                      | 62     |       |
|            | Bernhard Lipfert                      | deutscher Radsporttrainer                                                                                  | 55     |       |

## September
| Tag           | Name                             | Beruf, bekannt als                                                                                              | Alter | Beleg |
| ------------- | -------------------------------- | --- | ----- | ----- |
| 1. September  | Bob Adams                        | englischer Fußballspieler                                                                                       | 53    |       |
| 1. September  | Branko Benzon                    | kroatischer Diplomat und Kardiologe                                                                             | 67    |       |
| 1. September  | Paul Evdokimov                   | russisch-französischer orthodoxer Theologe und Hochschullehrer                                                  | 69    |       |
| 1. September  | Ludwig Freund                    | deutscher Politologe                                                                                            | 72    |       |
| 1. September  | Aino Kuusinen                    | finnische Mitarbeiterin der Kommunistischen Internationale (Komintern) und Agentin des militärischen Nachric... | 84    |       |
| 1. September  | François Mauriac                 | französischer Schriftsteller                                                                                    | 84    |       |
| 1. September  | Agnes E. Meyer                   | US-amerikanische Journalistin                                                                                   | 83    |       |
| 1. September  | Gilbert Omnès                    | französischer Hürdenläufer                                                                                      | 52    |       |
| 2. September  | Kees van Baaren                  | niederländischer Komponist und Musikpädagoge                                                                    | 63    |       |
| 2. September  | Margarete Depner                 | Siebenbürger Bildhauerin, Malerin und Zeichnerin                                                                | 85    |       |
| 2. September  | Martin Doerne                    | deutscher lutherischer Theologe auf dem Gebiet des Neuluthertums                                                | 70    |       |
| 2. September  | Marie-Pierre Kœnig               | französischer General                                                                                           | 71    |       |
| 2. September  | Werner Schwidder                 | deutscher Psychoanalytiker und Psychosomatiker                                                                  |       |       |
| 2. September  | Wassyl Suchomlynskyj             | ukrainisch-sowjetischer Pädagoge, Journalist, Schriftsteller und Dichter                                        | 51    |       |
| 2. September  | Gertrud Zscheked                 | deutsche Landschafts- und Porträtmalerin sowie Illustratorin                                                    | 84    |       |
| 3. September  | Gianfranco Bianchin              | italienischer Radrennfahrer                                                                                     | 23    |       |
| 3. September  | Frank Cervell                    | schwedischer Degenfechter                                                                                       | 63    |       |
| 3. September  | Wassil Gendow                    | bulgarischer Regisseur, Schauspieler und Drehbuchautor                                                          | 78    |       |
| 3. September  | Thor Larsen                      | norwegischer Turner                                                                                             | 84    |       |
| 3. September  | Vince Lombardi                   | US-amerikanischer American-Football-Spieler und -Trainer                                                        | 57    |       |
| 3. September  | Hermann Raschke                  | deutscher evangelischer Theologe, Pastor in Bremerhaven                                                         | 82    |       |
| 3. September  | Albert Roder                     | deutscher (Motorrad-)Konstrukteur                                                                               | 74    |       |
| 3. September  | Alfred Tack                      | deutscher Politiker, MdL                                                                                        | 72    |       |
| 3. September  | Alan Wilson                      | US-amerikanischer Gitarrist und Gründungsmitglied der Band Canned Heat                                          | 27    |       |
| 4. September  | Hans Heitmann                    | deutscher Lehrer und Schriftsteller                                                                             | 66    |       |
| 5. September  | Peter Cornelius                  | deutscher Fotograf und Fotojournalist                                                                           | 57    |       |
| 5. September  | Karl Innerebner                  | österreichischer Bauingenieur und Bauunternehmer                                                                | 100   |       |
| 5. September  | Siegfried Jägendorf              | rumänischer Ingenieur und Judenretter                                                                           | 85    |       |
| 5. September  | Colombo Max                      | deutscher Maler                                                                                                 | 93    |       |
| 5. September  | Jesse Pennington                 | englischer Fußballspieler                                                                                       | 87    |       |
| 5. September  | Jochen Rindt                     | deutscher Automobilrennfahrer                                                                                   | 28    |       |
| 5. September  | Gottlieb Rösner                  | deutscher NS-Funktionär und paramilitärischer Aktivist                                                          | 76    |       |
| 5. September  | Walter Paul Schreiber            | deutscher Arzt, Fachspartenleiter im Reichsforschungsrat                                                        | 77    |       |
| 6. September  | Zalman Aran                      | israelischer Politiker                                                                                          | 71    |       |
| 6. September  | Patrick Argüello                 | Terrorist und Flugzeugentführer                                                                                 | 27    |       |
| 6. September  | Alfred Gilks                     | US-amerikanischer Kameramann                                                                                    | 78    |       |
| 6. September  | Arthur William Sidney Herrington | US-amerikanischer Ingenieur und Fabrikant                                                                       | 79    |       |
| 6. September  | Hans Howaldt                     | U-Boot-Kommandant im Ersten Weltkrieg, Unternehmer, Hochseeregattasegler                                        | 81    |       |
| 6. September  | Leopold Kober                    | österreichischer Geologe                                                                                        | 86    |       |
| 6. September  | Bertil Ohlson                    | schwedischer Zehnkämpfer                                                                                        | 71    |       |
| 7. September  | Friedrich Dahlem                 | Politiker, MdL                                                                                                  | 84    |       |
| 7. September  | Wilhelm Dörnhaus                 | deutscher Politiker (FDP), MdL                                                                                  | 80    |       |
| 7. September  | Jitzchak Gruenbaum               | israelischer Politiker und Minister, Mitglied des Sejm                                                          | 90    |       |
| 7. September  | Robert Köbler                    | deutscher Organist, Pianist, Komponist und Universitäts-Professor in Leipzig                                    | 58    |       |
| 8. September  | Liesl Bareuther                  | österreichische Malerin                                                                                         | 76    |       |
| 8. September  | Ernst Felix Becker               | deutscher Verwaltungsbeamter                                                                                    | 86    |       |
| 8. September  | Hans von Greyerz                 | Schweizer Historiker                                                                                            | 63    |       |
| 8. September  | Georges Lagouge                  | französischer Turner                                                                                            | 76    |       |
| 8. September  | Manfred Lewandowski              | deutschamerikanischer Chasan (Kantor), klassischer Sänger (Bariton) und Komponist                               | 75    |       |
| 8. September  | Leo Matthias                     | deutscher Journalist, Reiseschriftsteller und Soziologe                                                         | 77    |       |
| 8. September  | Percy Spencer                    | US-amerikanischer Ingenieur und Erfinder                                                                        | 76    |       |
| 8. September  | Franz Wiedemeier                 | deutscher Politiker (Zentrum, CDU), MdR, MdL                                                                    | 80    |       |
| 9. September  | Ossip Klarwein                   | deutsch-israelischer Architekt                                                                                  | 77    |       |
| 9. September  | Siemon Muller                    | US-amerikanischer Paläontologe                                                                                  | 70    |       |
| 9. September  | Jeanne Niquille                  | Schweizer Archivarin                                                                                            | 76    |       |
| 9. September  | Karl Nitsche                     | deutscher Ingenieur und Hochschullehrer                                                                         | 61    |       |
| 9. September  | Josef Pöttinger                  | deutscher Fußballspieler und -trainer                                                                           | 67    |       |
| 10. September | Cy Denneny                       | kanadischer Eishockeyspieler                                                                                    | 78    |       |
| 10. September | Emil Röthong                     | deutscher Kunstturner                                                                                           | 91    |       |
| 11. September | Rudolf Bönicke                   | deutscher Mikrobiologe und Hochschullehrer                                                                      | 58    |       |
| 11. September | Erich Gompertz                   | deutscher Knopffabrikant und Freigeist                                                                          | 92    |       |
| 11. September | Edwin Grünvogel                  | deutscher Lehrer, Geologe und Naturschützer                                                                     | 80    |       |
| 11. September | Ernst May                        | deutscher Architekt und Stadtplaner                                                                             | 84    |       |
| 11. September | Con Meaney                       | irischer Politiker (Fianna Fáil)                                                                                | 79    |       |
| 11. September | Chester Morris                   | US-amerikanischer Schauspieler                                                                                  | 69    |       |
| 11. September | Giuseppe Vaccaro                 | italienischer Architekt                                                                                         | 74    |       |
| 12. September | Franz Brinkschulte               | deutscher Politiker der NSDAP                                                                                   | 72    |       |
| 12. September | Noel Field                       | US-amerikanischer Diplomat, Nichtregierungsorganisation-Gründer und Kommunist                                   | 66    |       |
| 12. September | Adolphe Goemaere                 | belgischer Hockeyspieler                                                                                        | 75    |       |
| 12. September | Karl Hemme                       | deutscher Politiker (KPD), MdL                                                                                  | 69    |       |
| 12. September | Jacques Pills                    | französischer Schauspieler und Sänger                                                                           | 64    |       |
| 12. September | Jacob Viner                      | kanadisch-US-amerikanischer Ökonom                                                                              | 78    |       |
| 12. September | Christian Zervos                 | Kunstsammler, Kritiker und Verleger                                                                             | 81    |       |
| 13. September | Aryeh Bahir                      | israelischer Politiker                                                                                          | 64    |       |
| 13. September | Josef Blinzler                   | deutscher römisch-katholischer Theologe und Priester                                                            | 60    |       |
| 13. September | Franz Brill                      | deutscher Wirtschaftshistoriker, Direktor des Kölnischen Stadtmuseums                                           | 68    |       |
| 13. September | Hans Buttler                     | deutscher lutherischer Pfarrer und NS-Gegner                                                                    | 75    |       |
| 13. September | Edith Carola                     | Schweizer Tänzerin, Kabarettistin und Schauspielerin                                                            | 61    |       |
| 13. September | Ernst Dehner                     | deutscher Offizier, zuletzt General der Infanterie im Zweiten Weltkrieg                                         | 81    |       |
| 13. September | Emanuel Goldberg                 | russisch-israelischer Chemiker, Techniker, Erfinder und Pionier der Informatik                                  | 89    |       |
| 13. September | Umberto Lungavia                 | italienischer Wasserballspieler                                                                                 | 69    |       |
| 13. September | Siegfried Möller                 | deutscher Bildhauer, Keramiker und Hochschullehrer                                                              | 74    |       |
| 14. September | Armgard von Alvensleben          | Äbtissin des Klosters Stift zum Heiligengrabe in Heiligengrabe (Brandenburg) und Hauptgeschäftsführerin der ... | 77    |       |
| 14. September | Joseph Bloch                     | französischer Rabbiner                                                                                          | 95    |       |
| 14. September | Rudolf Carnap                    | deutscher Philosoph                                                                                             | 79    |       |
| 14. September | Anne-Marie Durand-Wever          | deutsche Gynäkologin und Mitbegründerin von Pro Familia                                                         | 80    |       |
| 14. September | Til Klokow                       | deutsche Schauspielerin und Synchronsprecherin                                                                  | 62    |       |
| 14. September | Uwe Lausen                       | deutscher Maler                                                                                                 | 29    |       |
| 14. September | Elfe Schneider                   | deutsche Schauspielerin, Synchronsprecherin und Fotografin                                                      | 64    |       |
| 14. September | Helmuth Zernick                  | deutscher Violinist                                                                                             | 57    |       |
| 15. September | Walther Greischel                | deutscher Kunsthistoriker                                                                                       | 81    |       |
| 15. September | Heinrich Ochsner                 | deutscher Philosoph und Verlagslektor                                                                           | 79    |       |
| 15. September | Otto Rellensmann                 | deutscher Hochschullehrer, Rektor der Bergakademie Clausthal                                                    | 75    |       |
| 15. September | Johann Schmer                    | deutscher Kriminal- und Gestapobeamter sowie Angehöriger der Einsatzgruppen                                     | 79    |       |
| 15. September | Jost Trier                       | deutscher Linguist und Germanist                                                                                | 75    |       |
| 16. September | Mauro De Mauro                   | italienischer Journalist, Mafiaopfer                                                                            | 49    |       |
| 16. September | Perry Jones                      | US-amerikanischer Tennisfunktionär                                                                              | 80    |       |
| 16. September | Johannes Klevinghaus             | deutscher evangelischer Theologe                                                                                | 58    |       |
| 16. September | Otto Moebus                      | Landtagsabgeordneter Volksstaat Hessen                                                                          | 79    |       |
| 16. September | Antal Róka                       | ungarischer Geher                                                                                               | 43    |       |
| 16. September | Albert Schmitt                   | deutscher Benediktiner, Abt des Benediktinerklosters Grüssau und der Benediktinerabtei Grüssau in Bad Wimpfen   | 76    |       |
| 17. September | France Bevk                      | slowenischer Schriftsteller                                                                                     | 80    |       |
| 17. September | Heinz Kensche                    | deutscher Ingenieur und Flugzeugbauer                                                                           | 61    |       |
| 17. September | Désiré Keteleer                  | belgischer Radrennfahrer                                                                                        | 50    |       |
| 17. September | Heinrich Pforr                   | deutscher Maler                                                                                                 | 89    |       |
| 17. September | Alfred Schachner-Blazizek        | österreichischer Politiker, Landeshauptmann-Stellvertreter der Steiermark                                       | 58    |       |
| 17. September | Cay Dietrich Voss                | deutscher Fernsehsprecher                                                                                       |       |       |
| 17. September | Albin Weis                       | deutscher Politiker (KPD, KPO), Gewerkschafter                                                                  | 73    |       |
| 18. September | Paul-Hippolyte Arlabosse         | französischer Generalleutnant                                                                                   | 84    |       |
| 18. September | José Pedro Cea                   | uruguayischer Fußballspieler                                                                                    | 70    |       |
| 18. September | Maxwell Davis                    | US-amerikanischer Rhythm-and-Blues- und Jazz-Saxophonist, Arrangeur und Produzent                               | 54    |       |
| 18. September | Karl Dürr                        | Schweizer Philosoph                                                                                             | 83    |       |
| 18. September | Karl Fitzkow                     | deutscher Heimatforscher, Denkmalschützer                                                                       | 69    |       |
| 18. September | Eduard Fontserè i Riba           | katalanischer Meteorologe, Seismologe und Astronom                                                              | 100   |       |
| 18. September | Jimi Hendrix                     | US-amerikanischer Gitarrist und Sänger                                                                          | 27    |       |
| 18. September | Robert T. King                   | US-amerikanischer Politiker, State Auditor von Vermont                                                          | 53    |       |
| 18. September | Sofie Schieker-Ebe               | deutsche Schriftstellerin                                                                                       | 78    |       |
| 18. September | Jakob Warth                      | russlanddeutscher römisch-katholischer Geistlicher und Märtyrer                                                 | 75    |       |
| 19. September | Ebihara Kinosuke                 | japanischer Maler                                                                                               | 66    |       |
| 19. September | Lothar Eickhoff                  | deutscher Verwaltungsjurist und Regierungspräsident                                                             | 75    |       |
| 19. September | Paul Fröhlich                    | deutscher Politiker (SED), MdV, Mitglied des Politbüros des Zentralkomitees der SED                             | 57    |       |
| 19. September | Friedrich Haufe                  | evangelisch-lutherischer Pfarrer und Theologe                                                                   | 71    |       |
| 19. September | Dietrich von Oertzen             | deutscher Jurist, Verwaltungsbeamter und Politiker (DNVP)                                                       | 82    |       |
| 19. September | Johannes Heinrich Schultz        | deutscher Neurologe                                                                                             | 86    |       |
| 19. September | Erwin Wagner                     | württembergischer Verwaltungsbeamter                                                                            | 92    |       |
| 19. September | Albert Wiedmann                  | österreichischer Dermatologe                                                                                    | 69    |       |
| 20. September | Frieda Mitscherlich              | deutsche Malerin und Bildhauerin                                                                                | 90    |       |
| 20. September | Wilhelm Münker                   | Mitbegründer des Deutschen Jugendherbergswerkes und aktiver Naturschützer                                       | 95    |       |
| 20. September | Alexandros Othoneos              | griechischer Politiker und Ministerpräsident                                                                    |       |       |
| 20. September | Charles A. Robins                | US-amerikanischer Politiker                                                                                     | 85    |       |
| 20. September | Arturo Rosenblueth               | mexikanischer Physiologe                                                                                        | 69    |       |
| 21. September | Adolf Haller                     | Schweizer Schriftsteller                                                                                        | 72    |       |
| 21. September | Martin Abraham Stock             | deutscher Überlebender des Holocaust und Fußballfunktionär                                                      | 78    |       |
| 21. September | Fritz von Twardowski             | deutscher Diplomat                                                                                              | 80    |       |
| 21. September | Adolf Wiklund                    | schwedischer Biathlet                                                                                           | 48    |       |
| 22. September | Janko Alexy                      | slowakischer Maler                                                                                              | 76    |       |
| 22. September | Eugen Diesel                     | deutscher Schriftsteller                                                                                        | 81    |       |
| 22. September | Erich Ebermayer                  | deutscher Schriftsteller                                                                                        | 70    |       |
| 22. September | Paul Fritsch                     | französischer Boxer                                                                                             | 69    |       |
| 22. September | Alice Hamilton                   | US-amerikanische Pathologin und erste Professorin an der Harvard University                                     | 101   |       |
| 22. September | John Joseph Hickey               | US-amerikanischer Jurist und Politiker                                                                          | 59    |       |
| 22. September | Vojtěch Jarník                   | tschechoslowakischer Mathematiker                                                                               | 72    |       |
| 22. September | Ferdinand Molzer der Jüngere     | österreichischer Drehorgelbauer und Orgelbauer                                                                  | 84    |       |
| 22. September | Birger Lie                       | norwegischer Sportschütze                                                                                       | 78    |       |
| 22. September | Kurt Ohnsorg                     | österreichischer Keramiker und Hochschullehrer                                                                  | 42    |       |
| 22. September | Lucien Pailler                   | französischer Autorennfahrer                                                                                    | 63    |       |
| 22. September | Charles Van Son                  | belgischer Ruderer                                                                                              | 68    |       |
| 22. September | Erich Waschneck                  | deutscher Regisseur, Drehbuchautor und Filmproduzent                                                            | 83    |       |
| 23. September | Charlotte Armbruster             | deutsche Kommunalpolitikerin                                                                                    | 83    |       |
| 23. September | Bourvil                          | französischer Schauspieler                                                                                      | 53    |       |
| 23. September | Erich Renneisen                  | deutscher Diplomat und Außenhandelsfunktionär der DDR                                                           | 63    |       |
| 23. September | Josef Winschuh                   | deutscher Journalist, Unternehmer und Politiker (DVP, DDP), MdR                                                 | 73    |       |
| 23. September | Zhao Shuli                       | chinesischer Schriftsteller                                                                                     | 63    |       |
| 24. September | Stjepan Betlheim                 | jugoslawischer Psychiater und Psychoanalytiker                                                                  | 72    |       |
| 24. September | Munio Gitai Weinraub             | israelischer Architekt                                                                                          | 61    |       |
| 24. September | Émile Gour                       | kanadischer Sänger und Chorleiter                                                                               | 77    |       |
| 24. September | Angelo Rizzoli                   | italienischer Unternehmer und Journalist                                                                        | 80    |       |
| 24. September | Hilde Scheppan                   | deutsche Opernsängerin                                                                                          | 63    |       |
| 24. September | Franz Siebe                      | deutscher Politiker, MdL                                                                                        | 72    |       |
| 24. September | Dora Thaler                      | österreichische Schriftstellerin                                                                                | 56    |       |
| 25. September | James Fisher                     | britischer Ornithologe, Naturforscher, Autor, Redakteur und Rundfunksprecher                                    | 58    |       |
| 25. September | Jefim Golyscheff                 | ukrainisch-brasilianischer Komponist und Maler                                                                  | 73    |       |
| 25. September | Georges Jacquot                  | französischer römisch-katholischer Geistlicher, Erzbischof von Marseille                                        | 65    |       |
| 25. September | Herbert Knippenberg              | deutscher Schauspieler, Sänger, Theaterregisseur, Hörspiel- und Synchronsprecher                                | 55    |       |
| 25. September | Walter Köppe                     | KPD-Funktionär                                                                                                  | 79    |       |
| 25. September | Adolf Lux                        | Fotograf, Fotolaborant, Redakteur                                                                               | 88    |       |
| 25. September | Erich Maria Remarque             | deutscher Schriftsteller                                                                                        | 72    |       |
| 25. September | August Rippel-Baldes             | deutscher Mikrobiologe                                                                                          | 81    |       |
| 25. September | James Ryan                       | irischer Politiker                                                                                              | 78    |       |
| 25. September | Gilbert Trathnigg                | österreichischer Archäologe, germanistischer Mediävist, Museumsdirektor und Archivar                            | 59    |       |
| 26. September | David G. Barr                    | US-amerikanischer Offizier, Generalmajor der US-Army                                                            | 75    |       |
| 26. September | Wilhelm Falk                     | deutscher Politiker (LDP/FDP), LDP-Vorsitzender in Brandenburg                                                  | 60    |       |
| 26. September | Ludwig Pfeifer                   | deutscher Politiker, Widerstandskämpfer gegen den Nationalsozialismus, Landrat                                  | 62    |       |
| 26. September | Hanns Röttgen                    | deutscher Verwaltungsjurist                                                                                     | 83    |       |
| 26. September | John Frank Schairer              | US-amerikanischer Mineraloge                                                                                    | 66    |       |
| 26. September | Emma Strada                      | italienische Ingenieurin                                                                                        | 85    |       |
| 27. September | Willi Banike                     | deutscher Jurist, Verwaltungsbeamter und Politiker (NSDAP)                                                      | 70    |       |
| 27. September | Fukuda Toyoshirō                 | japanischer Maler                                                                                               | 65    |       |
| 27. September | Billy Kirton                     | englischer Fußballspieler                                                                                       | 74    |       |
| 27. September | Hermann Maas                     | deutscher christlicher Widerstandskämpfer und Theologe                                                          | 93    |       |
| 27. September | Iver Nicholas Nelson             | US-amerikanischer Romanist und Hispanist                                                                        | 77    |       |
| 28. September | John Dos Passos                  | US-amerikanischer Schriftsteller                                                                                | 74    |       |
| 28. September | Mahmud al-Muntasir               | libyscher Politiker, Premierminister von Libyen (1951–1965)                                                     | 67    |       |
| 28. September | Gamal Abdel Nasser               | ägyptischer Politiker                                                                                           | 52    |       |
| 28. September | Wilhelm Stein                    | Schweizer Kunsthistoriker                                                                                       | 84    |       |
| 29. September | Hans Aufricht-Ruda               | deutschamerikanischer Schriftsteller und Psychotherapeut                                                        | 71    |       |
| 29. September | Ray Binger                       | US-amerikanischer Kameramann und Spezialeffektkünstler                                                          | 81    |       |
| 29. September | Ernst Broermann                  | deutscher Erziehungswissenschaftler und Psychologe                                                              | 76    |       |
| 29. September | Noé Canjura                      | salvadorianischer Maler                                                                                         | 48    |       |
| 29. September | Edward Everett Horton            | US-amerikanischer Schauspieler                                                                                  | 84    |       |
| 29. September | Mark Killilea senior             | irischer Politiker (Fianna Fáil)                                                                                | 73    |       |
| 29. September | Robert Küssel                    | deutscher Cellist, Kapellmeister, Komponist und Filmkomponist                                                   | 75    |       |
| 29. September | Leslie A. Miller                 | Gouverneur von Wyoming                                                                                          | 84    |       |
| 29. September | Joachim-Friedrich von Owstien    | deutscher Jurist und Senatspräsident                                                                            | 88    |       |
| 29. September | Joseph Pepé                      | britischer Sportschütze                                                                                         | 89    |       |
| 29. September | Richard Richter                  | deutscher Dirigent                                                                                              | 78    |       |
| 29. September | Meyer Weinberg                   | US-amerikanischer Jazzmusiker                                                                                   | 55    |       |
| 30. September | Patrick Aherne                   | britischer Schauspieler                                                                                         | 69    |       |
| 30. September | Benedetto Aloisi Masella         | italienischer Kardinal der römisch-katholischen Kirche                                                          | 91    |       |
| 30. September | Júlio Botelho Moniz              | portugiesischer General                                                                                         | 69    |       |
| 30. September | Karel Pešek                      | tschechoslowakischer Fußballspieler und Eishockeyspieler                                                        | 75    |       |
| 30. September | Kurt Utke                        | deutscher Vizeadmiral                                                                                           | 76    |       |
| September     | Maria Hofen                      | deutsche Schauspielerin                                                                                         | 84    |       |
| September     | Hans Molitor                     | austroUS-amerikanischer Pharmakologe                                                                            | 75    |       |
| September     | Joseph N. Wenger                 | US-amerikanischer Konteradmiral der United States Navy                                                          | 69    |       |
| September     | Dorothy Woodman                  | britische politische Aktivistin                                                                                 |       |       |